# Métro de Catane
 (août 2024).
Le métro de Catane (en italien : metropolitana di Catania) est une ligne de métro souterraine, située dans la ville de Catane, sur l'île de Sicile en Italie. Sa première section est mise en service le 27 juin 1999.
Le Metropolitana est exploitée par l'entreprise Ferrovia Circumetnea (FCE) qui exploite également la ligne ferroviaire homonyme à voie étroite, sous le contrôle du CGC (it) représentant l'État italien propriétaire de ces infrastructures.

## Histoire
La décision de reconvertir une ancienne ligne ferrée à voie étroite (950 mm) en ligne de métro fut prise dans les années 80. Les travaux commencent en décembre 1986. Ce métro devait initialement être mis en service en 1994.
La première section du Metropolitana di Catania est mise en service le 27 juin 1999 entre les stations Borgo et Porto, elle est longue de 3,8 km et comporte 6 stations. Le métro circulait d'abord sous terre entre Borgo et Galatea, puis en surface sur une ligne à voie unique le long de la côte jusqu'à la gare centrale de Catane (it) et plus au sud jusqu'au port de Porto et sa station. Le tracé souterrain a été réalisé sur un ancien tracé de surface construit en 1895. La section entre les stations Borgo et la gare centrale de Catane emprunte la Ferrovia Circumetnea (réseau ferré autour de la région de l'Etna). La section Borgo - Galatea est longue de 2 km en voies doubles, la branche Galatea-Porto, longue de 1,8 km, est à voie unique et en surface.
En décembre 2016, la section souterraine de 1,9 km à partir de Galatea est achevée pour desservir le centre-ville de Stesicoro. Deux stations dans le centre-ville ont été construites : Giovanni XXIII  et Stesicoro. La station F.S. Stazione Centrale (la gare centrale de Catane (it) est désormais accessible par la station Giovanni XXIII) et Porto furent fermées.
En mars 2017, a été mise en service l'extension de Borgo à Nessima comprenant 3 stations sur 3,1 km en souterrain.
En 2018, le métro de Catane a été utilisé par 5.762.000 passagers, contre 3.417.000 l'année précédente. En 2019, le trafic est d'environ six millions cinq cent milles de passagers.
En juillet 2024, a été mise en service l'extension de Nessima à Monte Po comprenant 2 stations sur 1,3 km en souterrain.

## Réseau
Le réseau est composé : d'une unique ligne souterraine à double voies, longue de 8,7 kilomètres et comportant douze stations et l'ancienne branche, utilisée de 1999 à 2016, à voie unique de Galatea à Porto est utilisée pour la manutention et un dépôt du matériel roulant.

## Infrastructure et tracé
Longue de 8,7 km, entièrement souterraine et à doubles voies, elle comprend douze stations entre Monte Po et Stesicoro.
L'écartement des voies est le standard ferroviaire, 1 435 mm, ainsi que l'alimentation électrique par ligne aérienne à 3000 V courant continu.

### Stations
Depuis 2024, la ligne comporte douze stations en service. :
|   |            | Station        | quartier     | Correspondances                                  |  |
| - | ---------- | -------------- | ------------ | ------------------------------------------------ |  |
| o | Accessible | Monte Po       | Monte Po     |                                                  |  |
| • | Accessible | Fontana        |              |                                                  |  |
| • | Accessible | Nesima         | Nesima       | Ferrovia Circumetnea via la gare de Nesima       |  |
| • | Accessible | San Nullo      | San Nullo    |                                                  |  |
| • | Accessible | Cibali         | Cibali       | Ferrovia Circumetnea via la gare de Cibali       |  |
| • | Accessible | Milo           | Consolazione |                                                  |  |
| • |            | Borgo          | Borgo        | Ferrovia Circumetnea via la gare de Catane-Borgo |  |
| • |            | Giuffrida      | Borgo        |                                                  |  |
| • |            | Italia         |              |                                                  |  |
| • |            | Galatea        |              | Trains via la gare de Catane-Europa (it)         |  |
| • | Accessible | Giovanni XXIII |              | Trains via la gare centrale de Catane (it)       |  |
| o | Accessible | Stesicoro      |              |                                                  |  |

### Matériel roulant
| Nom de la série | Livraison       | Constructeur | Nombre de rames fabriquées | Nombre de voitures par rame | Illustration |
| --------------- | --------------- | ------------ | -------------------------- | --------------------------- | ------------ |
| FCE M88         | 2001 - 2011     | Firema       | 8                          | 2                           |              |
| FCE CT0         | 2022 - en cours | Firema       | 9                          | 2                           |              |

Quatre trains M88 Firema, contrat obtenu en 1992, construits spécifiquement pour le métro de Catane à la fin des années 1990 sont en service depuis 2001. Ces véhicules vont être restaurés. Auparavant, trois trains électriques Breda / Fervet étaient utilisés, adaptés pour le service de métro. Quatre autres trains ont été livrés en 2005.
En prévision de l'ouverture des deux extensions actuellement en voie d'achèvement, l'exploitant Ferrovie Circumetnea a signé en février 2019 un contrat cadre avec Titagarh Firema, pour la fourniture jusqu'à 54 rames de deux voitures. Une commande ferme de 10 rames a été signée en avril 2019, avec un financement de l'Union Européenne et une subvention gouvernementale. La livraison du premier train est prévue pour janvier 2021.

## Exploitation
Propriété de l'État Italien, le Métro de Catane est inclus dans l'ensemble ferroviaire Ferrovia Circumetnea, géré par CGC (it).
Les trains partent tous les jours des terminus Nesima et Stesicoro, à 6 h 40 de Nesima (8 h 30 les jours fériés) et à 7 h 0 de Stesicoro (8 h 55 les jours fériés). Le dernier train part à 21 h 30 de Nesima et à 22 h 0 de Stesicoro. La fréquence, du lundi au vendredi, est de un train toutes les 10 minutes jusqu'à 15 h 10 et d'un train toutes les 15 minutes ensuite, alors qu'elle est d'un train tous les quarts d'heure les samedis et jours fériés.
Le billet simple est à un euro et est valable pendant 90 minutes, il existe également : un billet métro+bus, un billet journalier et des pass trimestriel, semestriel et annuel, ainsi que des forfaits mensuels métro+bus. L'exploitant offre la gratuité pour les étudiants,.

## Projets
Deux extensions sont en construction : tronçon Monte Po - Misterbianco, 2,1 km, 2 stations et le tronçon Stesicoro-Palestro, 2,2 km, trois stations. La construction de ces extensions prend du retard et leur date d'inauguration est encore indéterminée.
Ces extensions sont les premières phases de deux projets en cours vers l'Aéroport de Catane-Fontanarossa (sud-ouest) et vers Paternò (nord-ouest). Le prolongement de la ligne de Stesicoro vers l'aéroport a été décidé en 2006. Il est également question de rouvrir au trafic voyageur la section vers Porto.